# 美国可再生能源
2022年可再生能源。可再生能源佔總能源的 8.4%。
2022年的可再生能源電力。可再生能源佔總發電量的21%，即 907 TWh。

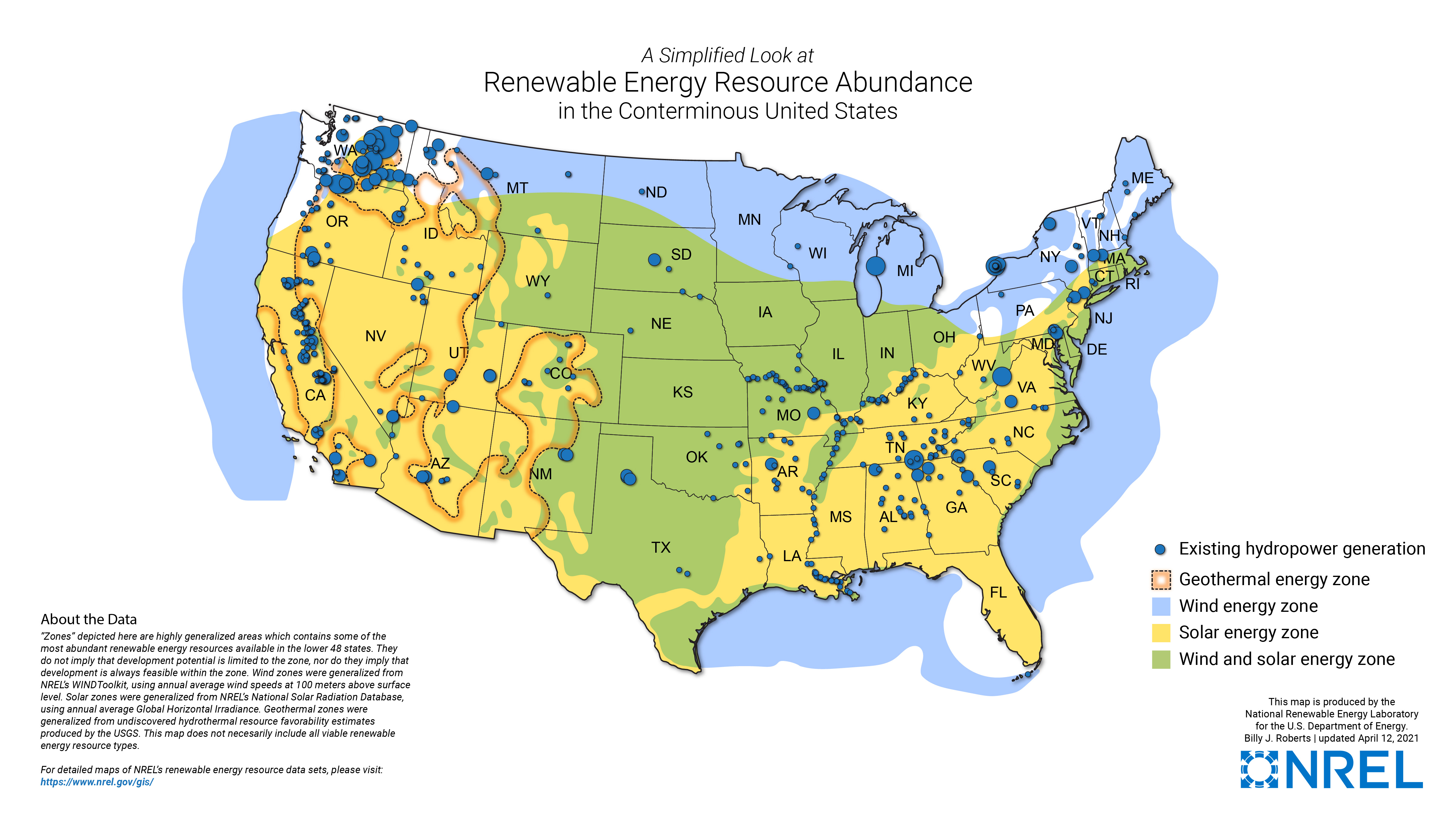
美國毗連地區主要可再生能源資源地圖。

根據美国能源信息署的數據，2022年，美國可再生能源佔美國能源生產總量的8.4%，佔公用事業規模發電總量的21%。 
自2019年以來，風能一直是美國最大的可再生電力生產者。 2022年，風能發電量為 434 太瓦·時，佔全國發電量的 10%，佔可再生能源發電量的 48%。到 2023 年 1 月，美國風力發電的額定容量為 141.3 千兆瓦（GW）。截至 2023 年第一季度，德州仍穩居風力發電部署的領先地位，愛荷華州和俄克拉荷馬州緊隨其後。
水力發電是美國第二大可再生能源發電，2022 年發電量約佔全國發電量的 6.2%，佔可再生能源發電量的 29%。美國是繼中國、加拿大和巴西之後的世界第四大水力發電國。
太陽能發電在美國電力供應中所佔的比例不斷增加，2022 年，超過 111.6 千兆瓦的裝置容量將產生約佔全國總電力供應 3.4% 的電力，高於前一年的 2.8%。截至2020年，超過26萬人從事太陽能產業，43個州部署了净计量电价，其中公用電力公司回購了太陽能電池光伏陣列產生的多餘電力。 美國大型光伏電廠包括Mount Signal Solar（600兆瓦, 或600 MW）和Solar Star（579兆瓦）。自 1980 年代美國率先推出聚光太阳能热发电技術 Solar One 以來，又建造了多個此類發電站。這些聚光太阳能热发电廠中最大的是拉斯維加斯西南部的伊万帕太阳能发电设施（392兆瓦）和莫哈韋沙漠的SEGS電站群，總發電量為354兆瓦。
其他可再生能源包括地熱，北加利福尼亞州的間歇泉 (The Geysers) 是世界上最大的地熱發電廠綜合體。
根據前美國總統贝拉克·奥巴马的說法，可再生能源與能源效率的發展標誌著美國"能源探索的新時代"。在2009年2月24日向國會發表的聯合演講中，奥巴马總統呼籲在未來三年內將可再生能源產量翻倍。 2011年的第一季是一個重要的里程碑，在這段時期，可再生能源貢獻了全國總能源生產量（660 TWh）的11.7%，首次超過了核能發電量（620 TWh），自1997年以來的最高點。 在2012年的國情咨文演說中，美國總統贝拉克·奥巴马重申了他對可再生能源的承諾，並提到內政部長期致力於在公共土地上許可10GW的可再生能源項目。在喬·拜登總統任期內，國會將這一目標提升到了2025年實現25GW。 截至 2023 年 5 月，土地管理局已批准的項目達到了該目標的約 37%。

## 可再生能源研究
在可再生能源領域，學術界、聯邦和商業部門有許多組織正在進行大規模的高級研究。這些研究橫跨可再生能源領域的多個重點領域。大部分研究的目標是提高效率和整體能源產量。  近年來，多個聯邦政府支持的研究機構都把重點放在了可再生能源領域。其中最著名的兩個實驗室是桑迪亞國家實驗室（Sandia National Laboratories，SNL）和国家可再生能源实验室（National Renewable Energy Laboratory，NREL），這兩個實驗室都由美國能源部資助，並得到多家企業合作夥伴的支持。 桑迪亞的總預算為$24億美元 ，而國家可再生能源實驗室的預算為$3.75億美元。

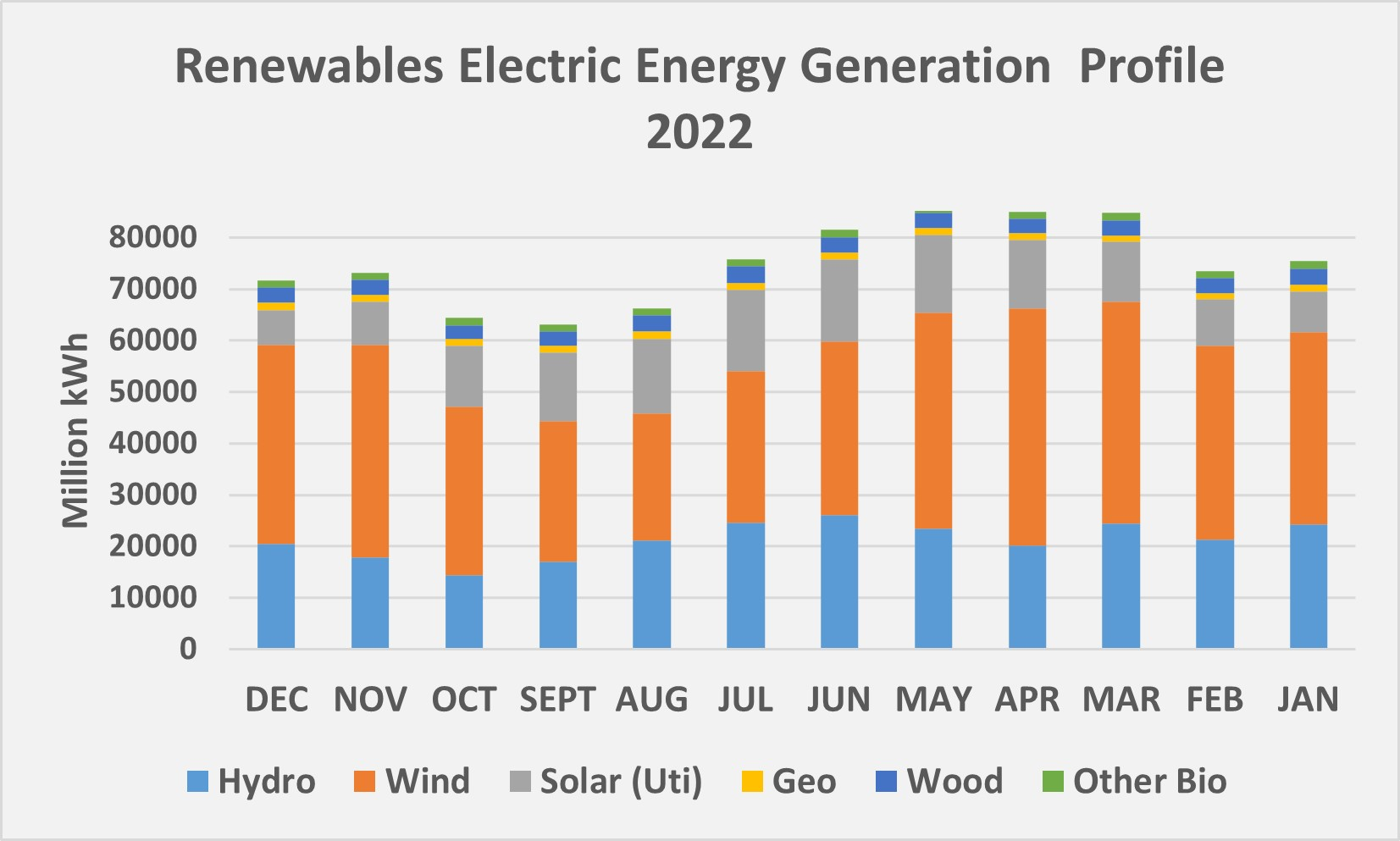
美国可再生能源發電概況

## 就業
由於不可預見的技術發展、美國未來可再生能源技術進出口水準的不確定性，以及間接和誘導就業效應的不明確性，要對美國日益依賴可再生能源所創造的就業機會進行準確估算具有挑戰性。儘管如此，由於可再生能源的過渡，美國能源產業的就業很可能會出現淨成長。

## 政策
《2005年能源政策法令》（英語：Energy Policy Act of 2005）要求所有公共電力公司為净计量电价提供便利。這使得進行分散式發電的家庭和企業只需支付從電網獲得電力的淨成本：使用的電力減去本地生產並送回電網的電力。對於間歇性再生能源而言，這實際上是將電網作為電池使用，以平緩低谷期並填補生產缺口。
一些地區更進一步，制定了強制性上网电价补贴 (FIT, Feed-In Tariff)，允許任何電力用戶透過生產多於本地消耗的可再生能源來實際賺錢。
從2006年到2014年，美國家庭獲得了超過$180億美元的聯邦所得稅抵免(tax credit)，用於對房屋進行風化保護(weatherizing their homes)、安裝太陽能電池板、購買混合動力車和電動車以及其他 "清潔能源 "投資。這些稅收支出主要用於高收入的美國人。收入最低的三個五分之一人口獲得了約10%的減免，而收入最高的五分之一人口獲得了約 60%的減免。最極端的是針對電動車的計劃，收入最高的五分之一人口獲得了約90%的抵免。市場機制對分配的影響較小。
《2009年美國復蘇與再投資法》包括超过 $700 亿美元的直接支出和税收减免，用于清洁能源和相关交通项目。这一政策刺激组合是美国历史上对可再生能源、先进交通和節約能源计划的最大联邦承诺。预计这些新举措将鼓励更多的公用事业電力公司加强其清洁能源项目。

### 淨計量電价

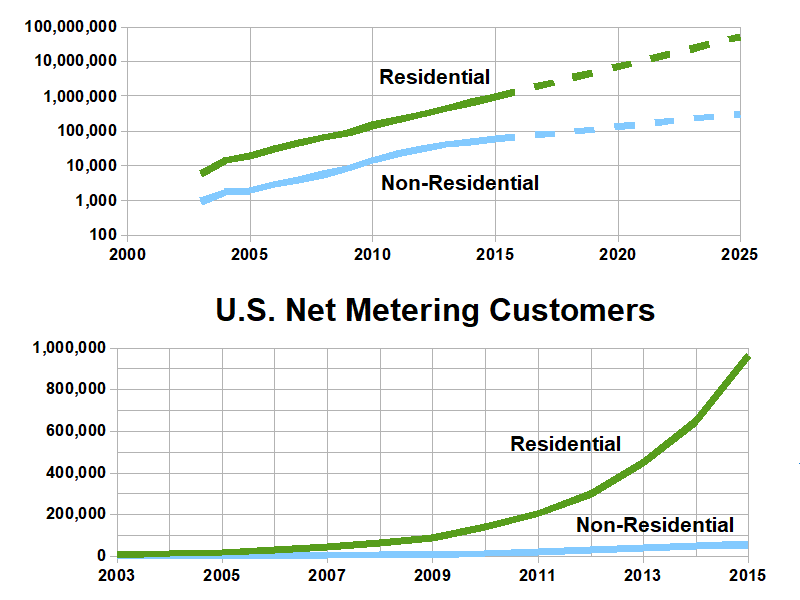
美國淨計量電价的成長

淨計量電价是美國許多州旨在幫助採用可再生能源的政策。淨計量電价在美國首創，作為一種允許太陽能和風能在可用時提供電力並允許在需要時使用電力的方式，首先是1980 年愛達荷州的公用事業電力公司和1981 年亞利桑那州的公用事業電力公司。  1983年，明尼蘇達州通過了第一部州淨計量電价法。截至 2015 年 3 月，44 個州和華盛頓特區至少針對某些公用事業電力公司製定了強制性淨計量電价規則。然而，儘管各州的規則很明確，但很少有公用事業電力公司實際上以全額零售費率進行補償。
淨計量電价政策由各州決定，各州在許多關鍵方面製定了不同的政策。 《2005年能源政策法令》要求各州電力監管機構「考慮」（但不一定執行）強制公共電力公司根據客戶要求提供淨計量電价的規則。

### 可再生能源比例標準
可再生能源比例標準（英語：RPS, Renewable Portfolio Standard）是指創建可交易再生能源或綠色電力證書市場的立法。電力分銷商或電力批發購買商必須從可再生能源發電中取得指定比例的電力（組合）。未達到標準的責任實體可以從已生產可再生電力並獲得併註冊證書在該市場上銷售的認可供應商處購買證書。

## 社區可再生能源
社區可再生能源工作結合了能源民主的要求，將可再生能源專案的規劃和實施過程的責任放在社區內。以社區為基礎的可再生能源項目預計將在減少化石燃料使用量的基礎上產生廣泛的積極社會影響，如"對可再生能源發展的接受；對可再生和可持續能源技術和問題的認識；對低碳技術的採用；以及可持續/環保行為"。 然而，在一個社區內進行的關於社區可再生能源計畫的調查中，結果顯示，雖然人們普遍支持計畫的實施，但個人參與的意願卻很低，這意味著許多人對擔任計畫領導者的可能性望而卻步。在規劃過程中，人們常會對所有權的程度產生爭議。
社區可再生能源專案優先考慮最終用戶社群的參與，挑戰可再生能源專案的傳統權力結構。社區可再生能源計畫以及與之相關的一系列積極的社會影響，只有在機構的支持下才能取得成功。

## 潛在資源

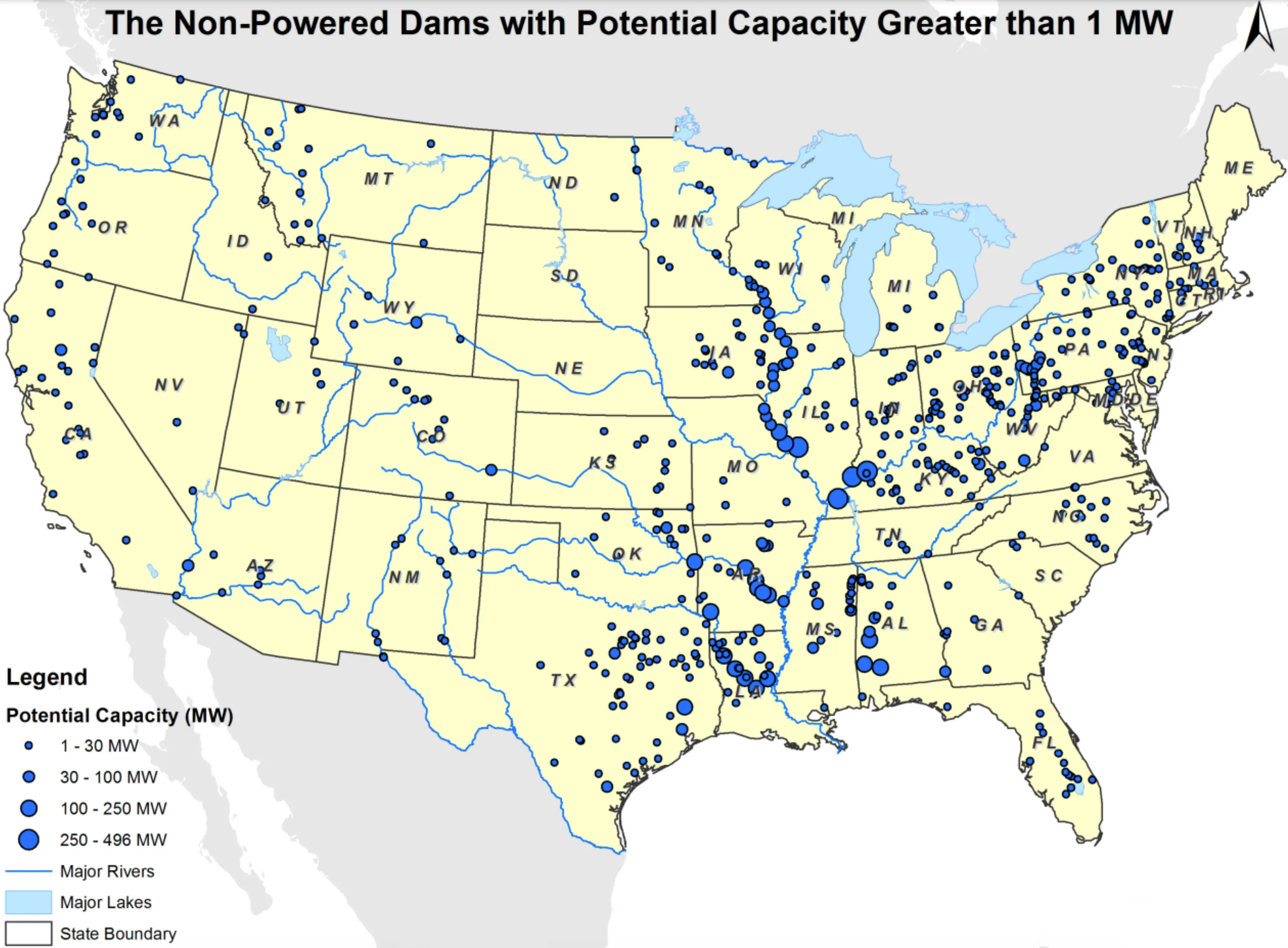
無發電水壩的水力發電潛力

美國有潛力安裝 11 太瓦的陸上風力發電設施和 4 太瓦的離岸風力發電設施，能夠產生超過 47,000 太瓦時(TWh)的電力。西南部的聚光太陽能發電潛力估計為 10 到 20 太瓦，能夠產生超過 10,000 太瓦時 (TWh)的電力。

## 参阅
- 美国风力发电
- 美国风能协会（英语：American Wind Energy Association）
- 美国风力发电场列表（英语：List of wind farms in the United States）
- 风能数据与信息（WENDI）网关（英语：Wind ENergy Data & Information (WENDI) Gateway）
- 美国太阳能（英语：Solar power in the United States）
- 美国地热能（英语：Geothermal energy in the United States）
- 美国生物燃料（英语：Biofuel in the United States）
- 美国水力发电（英语：Hydroelectric power in the United States）
- 各国可再生能源（英语：List of renewable energy topics by country）

## 外部鏈接
- （英文）美國可再生能源概覽介紹 - 密西根大學永續系統中心